# Sophie Deroisin
Sophie Deroisin, pseudonyme de Marie de Romrée de Vichenet, née à Berne le 6 juin 1909 et morte à Auderghem le 17 décembre 1994 , est une écrivain belge de langue française,.

## Biographie
Elle fait paraître dès 1946 une nouvelle dans Les Lettres françaises intitulée Six pence. 
Elle obtient le prix Victor-Rossel en 1975 pour Les Dames.

## Œuvres
- Si tu voyages. Petites notes errantes…, Bruxelles, Belgique, Éditions Goemaere, 1952, 145 p. (OCLC 40855916)
- Les Publicains, Bruxelles, Belgique, Éditions Renaissance du livre, 1952, 145 p. (OCLC 44913095)
- Cap des tourments. Nouvelles sud africaines, Bruxelles, Belgique, Éditions des artistes, coll. « Europe-Afrique », 1955, 137 p. (OCLC 492027184)
- Les Jardins intérieurs, Turnhout, Belgique, Éditions Brepols, 1965, 126 p. (BNF 32979438)
- Le Prince de Ligne, Bruxelles, Belgique, Éditions Renaissance du livre, 1965, 262 p. (BNF 32979439) - rééd. 2006, Le Cri ; 2009, Tallandier
- La Saison de velours. Octobre en Sibérie, Crimée, Asie centrale, Moscou, Leningrad, Bruxelles, Belgique, Éditions Renaissance du livre, 1967, 229 p. (BNF 32979440)
- Canzona pour l'Europe, Bruxelles, Belgique, Éditions André De Rache, 1971, 96 p. (BNF 35292065)
- La Taverne des sept mers. Carnets de guerre, Capetown 1941-1943, Alger 1944, Bruxelles, Belgique, Éditions Renaissance du livre, 1976, 206 p. (BRB : BD 4.162/176)
- Les Dames, Bruxelles, Belgique, Louis Musin éditeur, 1976, 174 p.  (BRB : IV 89.131 A)
- Petites filles d'autrefois, Paris, Éditions Épi, 1984, 254 p.  (ISBN 2-220-02519-5)[4]